# Omicidio di Asunta Basterra
L'omicidio di Asunta Yong Fang Basterra Porto è un caso di cronaca spagnola avvenuto il 21 settembre 2013. Il cadavere della bambina di dodici anni è stato trovato a Teo, in Galizia, il 22 settembre 2013. Il caso ha ricevuto una particolare rilevanza per la giovane età della vittima e per il fatto che fosse una delle prime bambine cinesi adottate in Spagna.  Alfonso Basterra Camporro e Rosario Porto Ortega, genitori adottivi di Asunta, sono stati incriminati per l'omicidio e accusati di aver drogato sistematicamente la bambina con del lorazepam per mesi, oltre che il giorno stesso dell'uccisione. Entrambi si sono dichiarati innocenti; al termine del processo, sono stati condannati a diciotto anni di carcere. Rosario Porto è morta suicida in prigione nel novembre 2020.

## La famiglia Basterra Porto
Asunta Basterra nacque come Fang Yong nel 2000 a Yongzhou, Hunan in Cina. All'età di nove mesi venne adottata da Alfonso Basterra Camporro (nato nel 1964) e María del Rosario Porto Ortega (1969–2020), una ricca coppia spagnola che viveva a Santiago de Compostela, Galizia. Asunta fu la prima bambina cinese ad essere adottata nella città di Santiago e una delle prime in tutta la Galizia. Pare che Asunta fosse una bambina particolarmente dotata essendo una talentuosa ballerina, violinista e pianista, oltre che essere avanti di una classe scolastica rispetto al suo anno.  Per la ragazza era molto importante il legame con i nonni materni, che morirono l'anno prima della sua uccisione.
La madre adottiva di Asunta, Rosario Porto, proveniva da un'importante famiglia galiziana. Sua madre, María del Socorro Ortega Romero (1933 - 12 dicembre 2011), è stata una docente universitaria di storia dell'arte molto apprezzata. Suo padre, l'avvocato Francisco Porto Mella  (18 dicembre 1925 - 26 luglio 2012), era console onorario di Francia. Entrambi sono morti improvvisamente a sette mesi di distanza in casa loro, rispettivamente nel 2011 e nel 2012.
Porto studiò giurisprudenza all'Università di Santiago de Compostela e dopo la laurea esercitò presso lo studio di suo padre. Affermò anche di aver frequentato la London High School of Law in Inghilterra, che The Guardian ha confermato non esistere. Nel 1997 venne nominata console di Francia, ereditando l'incarico dal padre. Porto incontrò il giornalista Alfonso Basterra, originario di Bilbao, nel 1990. I due si sposarono nel 1996 e andarono a vivere in un grande appartamento che era stato donato a Porto dai suoi genitori. Rosario soffriva di riacutizzazioni di lupus eritematoso, ragion per cui medici le sconsigliarono di portare avanti un'eventuale gravidanza. Per questa ragione, la coppia decise di avviare una procedura di adozione in Cina; nel 2001, si recarono in Cina e adottarono Asunta, che allora aveva nove mesi, dal Guiyang Welfare Institute.
Il 5 gennaio 2013 Alfonso scoprì che la moglie lo tradiva controllando la sua posta elettronica; tre giorni dopo, l'8, litigarono e si separarono. Inizialmente Rosario si sentì molestata dal marito, che le inviava continui messaggi di rimproveri e accuse, finché i due divorziarono consensualmente il 14 febbraio. Alfonso Basterra si rivolse a uno psicologo e con il tempo la coppia raggiunse un equilibrio: Alfonso si occupava con l'ex moglie di Asunta e, in cambio, riceveva un aiuto economico da parte di Rosario, che nel frattempo continuava a soffrire del lupus e di episodi depressivi. I due ex coniugi vivevano vicini e Asunta spesso passava da una casa all'altra percorrendo a piedi la breve distanza che la separava.
Il 26 giugno, Rosario venne ricoverata nel Dipartimento di Neurologia dell'Ospedale Clínico de Santiago a causa di un peggioramento della sua malattia, con vertigini, instabilità nella deambulazione e calo delle palpebre. Rimase in ospedale fino al 1º luglio. L'ex marito strinse un accordo informale con lei, ovvero occuparsi di lei e della figlia a condizione che interrompesse la relazione con il suo amante.
Ad agosto, Rosario soffriva ancora di depressione e ansia, quindi Alfonso si prese cura di lei. Asunta trascorse il mese lontana dai genitori, prima presso la madrina a Vilanova dal 30 luglio al 22 agosto, poi in campagna con la badante il 28 agosto. Lei e i suoi genitori si sentivano per telefono tutti i giorni e la bambina sembrava felice e spensierata.

### L'aggressione ad Asunta
La notte tra il 4 e il 5 luglio 2013, avvenne un episodio mai del tutto chiarito: secondo quanto raccontato da Rosario, tra le 2.30 e le 4:30 del mattino venne svegliata da dei rumori e, andando a controllare la stanza della figlia, vide un uomo descritto come di corporatura robusta e bassa statura con indosso guanti di lattice che stava strangolando Asunta. Rosario afferrò l'uomo per strapparlo via dalla bambina e lui scappò. Secondo la spiegazione di Rosario, l'aggressore sarebbe riuscito a entrare nell'appartamento perché le chiavi erano state lasciate nella porta.
L'elemento più sospetto dell'avvenimento è che Rosario non ha chiamato nessuno per chiedere aiuto, né ha sporto denuncia alle autorità. Il giorno seguente, Asunta scrisse su WhatsApp alla sua migliore amica che qualcuno aveva cercato di ucciderla quella notte, ma poi non ne parlò mai più. Durante una gita con un'amica e la madre di quest'ultima, la bambina raccontò loro quanto accaduto esprimendo angoscia, al che la madre dell'amica chiamò Rosario per spingerla a denunciare. Rosario disse di essersi diretta alla stazione di polizia di Santiago salvo cambiare nuovamente idea; mentì però alla madre dell'altra ragazza, dicendole di averlo fatto.
In seguito alla morte di Asunta, sono state date varie spiegazioni a quanto successo. Alcuni ritengono che l'aggressione sia stata una pura invenzione della madre, altri che si sia trattato di un primo tentativo di omicidio compiuto dalla madre o da entrambi i genitori, oppure che fosse una scusa per somministrare alla bambina il Lorazepam. Al processo, la vicina di Rosario sostenne di essere certa che nessuno fosse entrato in casa dei Porto quella notte, perché altrimenti i suoi cani avrebbero abbaiato.

### La somministrazione del Lorazepam
Il 9 luglio 2013, Asunta venne portata a un corso di musica da Basterra, accusando sonnolenza e vertigini. Il padre giustificò la cosa dicendo che Asunta soffriva per delle allergie e che per questo aveva preso dell'antistaminico che le aveva provocato degli effetti collaterali. Il 22 luglio accadde un avvenimento simile, quando l'istruttrice notò che Asunta era visibilmente mezza addormentata, faticava a camminare e non riusciva a eseguire i suoi esercizi. Chiedendo spiegazioni alla bambina, lei rispose che sua madre le somministrava una polvere bianca dal sapore disgustoso che la faceva dormire per ore.

## L'omicidio
I genitori di Asunta denunciarono la sua scomparsa alle 22:17 di sabato 21 settembre 2013. Quel pomeriggio avevano pranzato insieme a casa di Basterra e la telecamera di sorveglianza di una banca aveva ripreso la bambina alle 14:00, mentre camminava verso la casa di suo padre, e alle 17:21, quando tornò all'appartamento di Rosario. Porto venne inquadrata dalla stessa telecamera mentre tornava a casa alle 17:28.
Inizialmente Rosario Porto disse di essere uscita di casa intorno alle 19:00, lasciando Asunta a casa per fare i compiti, per andare da sola alla casa di campagna di famiglia a Teo, a circa venti minuti da Santiago; al suo ritorno, verso le 21:30, Asunta sarebbe risultata scomparsa. Porto quindi chiamò Basterra e diversi suoi amici, ma nessuno aveva visto la bambina.
La polizia analizzando le riprese delle telecamere di sicurezza di una stazione di servizio sulla strada, verificò che alle 18:20 Asunta era in auto assieme alla madre, contraddicendo la versione iniziale. Dopo che le è stato fatto notare, Rosario Porto ha cambiato la sua storia, affermando di aver portato Asunta con sé nella casa di campagna per breve tempo, riportandola subito a Santiago in quanto la bambina voleva fare i compiti. Porto disse di aver lasciato Asunta a casa, per poi dirigersi in un negozio di articoli sportivi. Dopo essersi accorta di aver dimenticato la borsa nella casa di campagna, si diresse a Teo per recuperarla, poi si recò a un distributore di benzina ma non fece il pieno perché si accorse di non avere la tessera sconto.
Gli investigatori esaminarono le riprese di trentatré telecamere di sicurezza a Santiago, senza trovare alcun video dell'auto di Porto su nessuna delle strade su cui affermava di aver guidato il pomeriggio della scomparsa di Asunta. Si concluse che Porto e Asunta potessero essere arrivati nella loro casa di Teo poco dopo le 18:00 e che Porto fosse uscita di casa intorno alle 21:00.
Intorno all'una di notte del 22 settembre 2013, il corpo di Asunta venne ritrovato da due ragazzi sul ciglio di una stradina di montagna nella parrocchia di San Simón de Ons di Cacheiras, nel comune di Teo, a cinque chilometri dal paese di Rosario Porto. I ragazzi allertarono i servizi di emergenza e, poco dopo, Porto e la polizia si recarono nella casa di campagna, dove fu chiesto alla donna di non toccare nulla, nel caso il posto fosse stato una scena del crimine. Porto disse di dover andare in bagno e salì al piano di sopra seguita da un agente, che la sorprese mentre cercava di recuperare il contenuto di un cestino nella camera da letto, al cui interno si trovava un pezzo di spago arancione, lo stesso tipo con cui era stato trovato legato il corpo di Asunta. Gli scienziati forensi non furono però in grado di stabilire se il pezzo appartenesse o meno allo stesso rotolo usato nel delitto.
Rispettivamente il 24 e il 25 settembre, Rosario e Alfonso furono arrestati e posti sotto indagini per il loro possibile ruolo nell'omicidio.
Nel giugno 2014, il giudice istruttore Vázquez Taín pose fine alle indagini preliminari del caso, dando il via all'apertura del processo. Nel mese di ottobre, la Sesta Sezione con sede a Santiago completò le procedure giudiziarie finali. La selezione della giuria popolare iniziò nel maggio 2015, con l'inizio del processo previsto tra il 23 giugno e il 17 luglio dello stesso anno, ma ci furono alcuni ritardi, ragion per cui ebbe inizio all'inizio di ottobre 2015, presso il Tribunale provinciale di A Coruña, con 84 testimoni e 60 periti.
Il 30 ottobre 2015, la giuria nominata dal Tribunale di Santiago de Compostela ha ritenuto all'unanimità sia Alfonso Basterra che Rosario Porto colpevoli dell'omicidio di Asunta Basterra. Nel maggio 2016, l'Alta Corte di Giustizia della Galizia corresse la sentenza e ritenne che non fosse dimostrato che Alfonso Basterra fosse salito in macchina e avesse accompagnato la madre; pertanto fu solo Rosario a essere accusata di aver ucciso Asunta, sebbene Alfonso fu comunque accusato di aver pianificato e collaborato all'omicidio. Nell'ottobre dello stesso anno, la seconda camera della Corte Suprema confermò la sentenza dell'Alta Corte di Giustizia della Galizia.
L'indagine sulla morte di Asunta venne chiamata Operación Nenúfar ("Operazione Ninfea") dagli investigatori, in quanto fu notata una similitudine tra il corpo della bambina al chiaro di luna e un fiore.

## Ricostruzione degli eventi
Le attività di Rosario e Alfonso hanno potuto essere ricostruite nelle ore precedenti la scomparsa e la morte della figlia, grazie a testimonianze, telecamere di sorveglianza e registrazioni di telefoni e dispositivi digitali:
| Orario        | Attività | Note   |
| ------------- | --- | ------ |
| 13:55         | Asunta esce di casa. | [ 22 ] |
| 14:00         | Asunta passa davanti alla telecamera della filiale di una banca mentre si reca all'appartamento di suo padre, con il quale pranzerà.         |        |
| 16:59         | Il primo cellulare di Alfonso Basterra registra una chiamata dal suo appartamento.                                                           |        |
| 17:21         | Asunta passa davanti alla stessa telecamera, tornando all'appartamento di sua madre.                                                         |        |
| 17:28         | Anche Rosario Porto torna al suo appartamento.                                                                                               | [ 23 ] |
| 17:38         | Il cellulare di Asunta registra una connessione, dall'appartamento di sua madre a Santiago.                                                  |        |
| 18:12         | Rosario Porto appare nuovamente in un'altra telecamera mentre entra nel garage del suo appartamento.                                         |        |
| 18:22         | L'auto guidata da Porto fa una rotonda in direzione Teo; a bordo si vedono le figure di lei e di sua figlia.                                 |        |
| 18:23         | Asunta viene vista da una conoscente in compagnia del padre Alfonso Basterra nei pressi dell'abitazione di Porto.                            |        |
| 18:35         | A casa Teo l'allarme viene spento. |        |
| 19:00 - 20:00 | Ora stimata della morte di Asunta secondo la scientifica; la stima è approssimativa, in quanto non è stata rilevata la temperatura corporea. |        |
| 19:29         | Rosario effettua una connessione dati a Internet.                                                                                            |        |
| 20:47         | Il cellulare di Basterra registra una prima connessione.                                                                                     | [ 21 ] |
| 20:53         | L'allarme di casa Teo viene inserito nuovamente; approssimativamente alla stessa ora, un vicino saluta Porto in macchina ma non vede Asunta. |        |
| 21:00         | Alfonso Basterra appare nelle telecamere passando fino a nove volte davanti all'obiettivo della filiale della banca.                         |        |
| 21:05         | Il cellulare di Asunta registra una connessione, seguita da circa altre 20 verso vari telefoni.                                              |        |
| 22:31         | I genitori denunciano la scomparsa di Asunta alla stazione centrale di polizia di Santiago de Compostela.                                    | [ 24 ] |
| 00:39 (circa) | Un vicino passa davanti al luogo in cui viene successivamente ritrovato il corpo senza vedere nulla di insolito.                             | [ 24 ] |
| 01:30 (circa) | Una giovane coppia ritrova il corpo di Asunta mentre si reca alla parrocchia di Oza.                                                         | [ 25 ] |
| 01:39         | La Guardia Civile viene informata che due persone affermano di aver trovato un cadavere.                                                     |        |
| 07:00         | Il corpo viene prelevato dal luogo del ritrovamento.                                                                                         | [ 24 ] |

Durante l'esame del corpo, gli esperti forensi non misurarono la temperatura rettale per paura di distruggere o contaminare le prove, poiché si sospettava una violenza sessuale. Non misurarono nemmeno la temperatura in altro modo, come dall'orecchio o dalla cavità nasale, né la temperatura ambientale, pertanto non fu possibile stabilire l'ora esatta della morte. Il corpo rimase disteso sul pendio per quasi quattro ore, e dodici ore in una stanza fredda, prima che l'umor vitreo fosse rimosso dall'occhio, un'altra procedura per stimare l'ora della morte, che però non garantisce un calcolo accurato. I due professori di medicina legale chiamati dalla difesa di Rosario Porto affermarono che "l'intervallo stabilito nel verbale dell'autopsia non è chiaramente giustificato".

## Indagini
In una prima versione dei fatti, Rosario Porto dichiarò di aver lasciato Asunta intorno alle 19:00 nella sua casa di Santiago de Compostela e che, quando tornò un paio d'ore dopo, la ragazza non c'era più. Martedì 24 settembre, dopo la cremazione del corpo della figlia, Rosario venne arrestata e accusata di incongruenze, contraddizioni e cambiamenti di versione nelle sue dichiarazioni. Il giorno successivo anche Alfonso Basterra fu arrestato e accusato. Dopo aver appreso i risultati del rapporto tossicologico, gli investigatori sospettarono che avesse acquistato il lorazepam per la sua ex moglie.
Per tre giorni seguenti, Porto e Basterra furono trattenuti in due celle vicine a quelle della Guardia Civil, dove tutte le loro conversazioni vennero registrate senza il loro consenso per ordine del giudice istruttore. Successivamente, il Tribunale Provinciale di A Coruña annullò la validità di queste registrazioni e ne vietò l'uso nel processo.
Rosario modificò la sua testimonianza quando venne a sapere dell'esistenza di immagini delle telecamere di sicurezza in cui veniva vista in macchina con Asunta mentre si recava a Teo. Secondo la nuova versione, Porto ritornò a Santiago de Compostela intorno alle 17:50 lasciando Asunta vicino alla casa di suo padre, e ritornò a casa sua a Montouto.
Un'analisi dei capelli di Asunta rivelò che aveva consumato alte dosi di lorazepam tre mesi prima della sua morte, cosa che è associata alle testimonianze di vertigini e sonnolenza fornite dagli insegnanti dell'accademia di musica. L'accusa è stata trasformata da omicidio colposo in omicidio, per le aggravanti di premeditazione e parentela.
Un cugino del padre di Rosario Porto disse ai giornalisti che nel delitto c'era un movente economico perché la figlia era l'erede universale dei nonni e ha sottolineato che Rosario avrebbe potuto uccidere i suoi genitori. La Guardia Civil ha escluso un motivo economico: Rosario era l'unica erede e i suoi genitori non avevano fatto alcuna donazione alla nipote durante la sua vita. Un anno prima dell'uccisione di Asunta, la nonna era morta nel sonno all'età di settantasette anni e il padre, sette mesi dopo, a ottantotto anni, era spirato nello stesso modo, entrambi per cause naturali. I certificati di morte furono firmati senza problemi e non vi erano sospetti sui due decessi. La Guardia Civil non poté indagare ulteriormente a causa della cremazione dei corpi, ma il giudice istruttore negò che fossero in corso indagini su questi due decessi.
All'inizio di ottobre, il laboratorio criminale centrale della Guardia Civil identificò il profilo genetico di un uomo, un giovane colombiano residente a Madrid, in due macchie di sperma sulla maglietta di Asunta. Il giovane era stato accusato di aver violentato una minorenne durante una festa a casa sua, ma era stato poi assolto; pertanto, nello stesso laboratorio e nella stessa cella frigorifera dov'era stata analizzata la maglietta di Asunta si trovava un preservativo con campioni del suo sperma. Il giovane aveva un solido alibi, poiché quella sera aveva cenato a Madrid con la sua ragazza, sua sorella e un'amica di sua sorella: avevano pubblicato su Facebook le foto della cena di quella sera e anche la ricevuta della cena di quella sera coincideva con quanto visto nelle foto. Ciononostante, le difese di Rosario Porto e Alfonso Basterra cercarono di indirizzare i sospetti sul presunto terzo uomo, che la stampa soprannominò "l'uomo dello sperma".
Il 30 ottobre, il programma Espejo Público (Specchio pubblico) del canale televisivo spagnolo Antena 3 fece trapelare le prime registrazioni dei genitori di Asunta in custodia cautelare, con degli attori che riproponevano le parole dei detenuti. Rosario disse: "Tu e i tuoi giochetti... hai avuto tempo di sbarazzartene?" e Alfonso rispose: "Stai zitta, forse ci stanno ascoltando". Queste frasi non compaiono nella trascrizione ufficiale della polizia, né si sentono in nessun'altra parte delle conversazioni che non siano state trascritte, eppure sono state accettate e ripetute per anni, prima e dopo il processo, da quasi tutti i media spagnoli, compresa la televisione pubblica.
Alla fine di dicembre, il computer portatile e il cellulare di Alfonso Basterra ricomparvero nella sua casa di Santiago. L'avvocato di Alfonso scrisse al tribunale che Basterra aveva smesso di affittare l'appartamento e che "il computer dell'imputato e il suo telefono erano sempre stati lì". I due oggetti che la polizia stava cercando sono comparsi subito, nonostante il piccolo appartamento fosse già stato perquisito approfonditamente dagli agenti tre mesi prima, anche se non cercavano un computer ma prove del delitto come sedativi o farmaci.
Nel giugno 2014 trapelò la notizia che Alfonso Basterra aveva visitato molti siti web pornografici tra cui un'alta percentuale di "video e immagini pornografici che mostravano donne con tratti asiatici ". Ciò scatenò numerose voci sulle tendenze sessuali dell'uomo. Non venne mai reso pubblico quanti video o immagini del genere furono rinvenute. Il rapporto degli agenti sul contenuto del portatile concluse che l'imputato aveva visitato tutti i tipi di siti web erotici e sessuali, non solo riguardanti donne asiatiche.
La pagina Facebook dell'imputato fu analizzata da diversi media. Tra le 264 persone aggiunte alla sua pagina, c'erano amici legati al suo lavoro, alle terme e al turismo, amici intimi e impiegati della stampa e della televisione galiziana, ma anche diverse ragazze asiatiche straniere che avevano postato foto di se stesse in pose erotiche sul social, sebbene nessuna di queste foto apparisse sulla pagina Facebook dell'imputato.
Numerosi articoli e programmi apparsi sui media spagnoli confusero le fotografie di Asunta sul vecchio cellulare della madre con la pornografia e le immagini di donne asiatiche trovate sul computer del padre. Talvolta venne affermato che le fotografie si trovavano nel computer del padre, altre volte i due resoconti venivano pubblicati insieme senza distinguere chiaramente che si trattavano di due fatti diversi. Ciò contribuì ad alimentare nell'opinione pubblica i sospetti di pedofilia nei confronti di Alfonso Basterra e della moglie.
L'avvocato di Rosario Porto considerò le fotografie "normali e irrilevanti" e affermò che la Guardia Civil era in possesso del cellulare di Asunta da nove mesi ma aveva permesso che venissero divulgate alla stampa al momento giusto per creare un'atmosfera ostile nei confronti dei genitori e cercare di influenzare l'opinione della giuria.
Il processo venne rinviato a causa della difficoltà nella selezione dei giurati. Dei trentasei candidati estratti a sorte per formare la giuria, uno era morto, un altro non si poté rintracciare, tre vennero contestati dagli avvocati della difesa per inesattezze nel questionario che dovevano compilare in anticipo, e sedici diedero varie scuse che il presidente del tribunale accettò, lasciando quattro candidati sul minimo di venti. Il processo, che avrebbe dovuto iniziare il 13 giugno, fu rinviato alla fine di settembre. Il 29 settembre, il primo giorno del processo, dopo più di quattro ore furono scelti i restanti quattro candidati necessari per la formazione della giuria. Tre candidati vennero respinti dagli avvocati della difesa e uno dall'accusa.
Dopo il verdetto della giuria e la sentenza di condanna, l'avvocato di Rosario Porto, José Luis Gutiérrez Aranguren, sostenne che la decisione della giuria era stata influenzata pesantemente dai media e che se ne sarebbe tenuto conto nei ricorsi che avrebbe presentato davanti alla Corte Suprema Corte di Giustizia della Galizia a La Coruña e Corte Suprema.

## Condanna e reclusione
Il 16 marzo 2016, l’Alta Corte di Giustizia della Galizia respinse i ricorsi degli avvocati di entrambi i genitori e ha confermato la condanna a 18 anni, pur riconoscendo che era stata Rosario a uccidere la figlia per asfissia.
Il 22 novembre, la Corte Suprema respinse anche i ricorsi della difesa, riconoscendo che non vi erano prove della presenza di Alfonso Basterra nella casa in cui si presume fosse avvenuto l'omicidio, ma condannandolo comunque «perché ha partecipato su un piano di parità con Rosario Porto ed è intervenuto in atti essenziali che hanno portato all'esecuzione del fatto criminoso», «senza l'intervento dell'appellante [Alfonso Basterra] il macabro esito non avrebbe potuto essere portato a termine».
Nel giugno 2017, la Corte Costituzionale respinse il ricorso per amparo presentato dalla difesa di Rosario Porto. Allo stesso modo, respinse il ricorso di Alfonso Basterra, presentato da un avvocato assegnato dalla corte, a seguito delle dimissioni del suo avvocato Belén Hospido.
Dopo la loro prigionia, i genitori di Asunta, nonostante fossero nella stessa prigione, non si incontrarono mai più se non in tribunale. Non mantennero alcuna relazione dopo la sentenza.

## Suicidio di Rosario Porto
Rosario Porto tentò il suicidio in carcere in due occasioni. Il 24 febbraio 2017, dopo che le era stato annunciato che sarebbe stata trasferita al carcere di A Lama, a Pontevedra, venne trovata priva di sensi a causa di un'assunzione di sonniferi che aveva accumulato di nascosto e dovette essere ricoverata in ospedale. Successivamente venne trasferita e il 12 novembre 2018, nella sua nuova prigione, tentò di togliersi la vita impiccandosi nelle docce con il cordone di una felpa al collo, ma venne salvata dall'improvviso arrivo di un'altra detenuta. Il 12 novembre venne ricoverata nell'infermeria del carcere per depressione.
Il 22 marzo 2020 venne trasferita nel carcere femminile di Brieva ad Ávila, decisione che non accettò di buon grado. Il protocollo antisuicidio fu applicato nei suoi confronti durante la fase iniziale e in altre sei occasioni durante la sua condanna.
In qualità di avvocato, Rosario Porto aiutò le sue compagne di prigionia a preparare ricorsi legali o a comprendere meglio la loro situazione procedurale, inviando lettere alle istituzioni penitenziarie e al Difensore civico spagnolo.
Mentre scontava la sua pena, Rosario Porto si è tolta la vita il 18 novembre 2020, impiccandosi ad una finestra con una cintura fatta di teli.

## Serie televisiva
Il 26 aprile 2024 è stata pubblicata su Netflix la miniserie a sei parti Asunta, che amalgama diverse versioni romanzate di ciò che potrebbe essere accaduto. La serie presenta diversi attori spagnoli di alto profilo come Candela Peña, Tristán Ulloa, Javier Gutiérrez, María León e Alicia Borrachero. I nomi dei personaggi secondari sono stati cambiati e anche le loro vite personali sono state inventate. Alla fine di ogni episodio, una nota chiarisce che le vicende giudiziarie e di polizia sono state romanzate per adattarle al ritmo narrativo di una serie di fantasia.
Nel quinto episodio della serie vengono mostrate due versioni possibili di quanto accaduto ad Asunta: secondo la prima, Rosario Porto ha ucciso da sola Asunta ed è stata poi coperta da Alfonso Basterra, che l'ha aiutata a far credere alla polizia che la bambina fosse stata rapita; nella seconda, invece, i genitori avrebbero collaborato a uccidere la figlia in quanto conosceva un segreto che li riguardava e che avrebbe potuto distruggerli.